# Behnam Ehsanpour
Behnam Ehsanpour (en persa: بهنام احسان‌پور‎; provincia de Mazandarán, 16 de febrero de 1992) es un luchador iraní de lucha libre.  Compitió en el campeonato mundial de 2015 consiguiendo un 18.º puesto. Ganó una medalla de plata en el Campeonato Asiático de 2015 y 2016. Fue primero en la Copa del Mundo en 2015 y undécimo en 2012, además de segundo en la Universiada de 2013 y campeón del Mundial de Juniores del año 2012.